# Граффан, Морис
Мори́с Жорж Граффа́н (фр. Maurice Georges Graffen; 22 октября 1924, Париж) — французский гребец-байдарочник, выступал за сборную Франции в конце 1940-х — середине 1950-х годов. Участник трёх летних Олимпийских игр, бронзовый призёр чемпионата мира, многократный победитель и призёр регат национального значения.

## Биография
Морис Граффан родился 22 октября 1924 года в Париже.
Первого серьёзного успеха на взрослом международном уровне добился в возрасте двадцати трёх лет в сезоне 1948 года, когда попал в основной состав французской национальной сборной и благодаря череде удачных выступлений удостоился права защищать честь страны на летних Олимпийских играх в Лондоне. Стартовал здесь вместе с напарником Ришаром Флешем в зачёте двухместных байдарок на дистанции 10000 метров — в заезде пятнадцати экипажей занял в итоге лишь двенадцатое место, отстав от победившего шведского экипажа более чем на четыре минуты.
Будучи одним из лидеров гребной команды Франции, Граффан благополучно прошёл отбор на Олимпийские игры 1952 года в Хельсинки — в паре с новым напарником Марселем Рено выступал на сей раз в километровой дисциплине двоек — квалифицировался с третьего места на предварительном этапе, однако в решающем финальном заезде финишировал лишь шестым — ставшие чемпионами финны Курт Вирес и Юрьё Хиетанен оторвались на четыре секунды и установили олимпийский рекорд в этой дисциплине.
В 1954 году Граффан побывал на домашнем чемпионате мира в городе Макон, откуда привёз награду бронзового достоинства, выигранную на тысяче метрах в четвёрках совместно с Луи Гантуа, Марселем Рено и Робером Энтериком. Позже в 1956 году отправился представлять страну на Олимпийских играх в Мельбурне — в итоге вместе с напарником Мишелем Мейером занял пятое место на километровой дистанции и девятое место на десятикилометровой дистанции. Вскоре по окончании этих соревнований он принял решение завершить карьеру профессионального спортсмена, уступив место в сборной молодым французским гребцам.